# Ронда (Северна Каролина)
Ронда (енгл. Ronda) град је у америчкој савезној држави Северна Каролина.

## Демографија
По попису из 2010. године број становника је 417, што је 43 (-9,3%) становника мање него 2000. године.
| Група             | 2000.       | 2010.       |
| Белци             | 439 (95,4%) | 365 (87,5%) |
| Афроамериканци    | 0 (0,0%)    | 9 (2,2%)    |
| Азијати           | 0 (0,0%)    | 0 (0,0%)    |
| Хиспаноамериканци | 21 (4,6%)   | 38 (9,1%)   |
| Укупно            | 460         | 417         |